# Муедин, Рустем Османович
Русте́м Осма́нович Муеди́н (Муеди́нов; крымскотат. Rustem Müyedin, Рустем Муедин; 6 июля 1919 года, Симферополь — 24 января 2012, Симферополь) — крымскотатарский писатель. Брат писателя Мемета Севдияра.

## Биография
Родился в семье Османа Муедина, члена партии Милли Фирка, за что подвергся гонениям. В семье было ещё шестеро детей, родной брат Рустема Мемет Севдияр был известным крымскотатарским журналистом, поэтом, переводчиком.
Учился в 13-й крымскотатарской школе. С 1939 года в рядах Красной армии, служит в Подмосковье, откуда и отправляется на фронт. В мае 1944 года его часть (кроме солдат крымскотатарского происхождения) была задействована для депортации крымскотатарского народа, во время которой было выселено и его родных. После этого был демобилизован и отправлен в Узбекистан. Попал в Янгиюль, тогда как семья оказалась в Гулистане, разыскав семью, застал лишь отца, которого забрал к себе. Когда вернулся, был наказан 4 месяцами работ на сахарном заводе за «нарушение комендантского режима», что запрещал отлучаться с места поселения. В Узбекистане был под постоянным наблюдением КГБ, поскольку его брат Мемет Муединов (Мемет Севдияр) был обвинён советской властью в коллаборационизме и уехал в США.
С тех пор был вынужден работать грузчиком, шофером, фотографом, строителем. Пытался получить высшее образование на факультете журналистики Ташкентского Госуниверситета, однако был отчислен.
Вернулся на родину, где наконец реализовался как писатель, однако из-за сложного положения коренного народа на полуострове был вынужден работать журналистом: в течение 1993 до 1996 года был корреспондентом газеты «Къырым», где выступал на злободневные темы. Рустем Муедин с 1993 года член Союза писателей Украины.
Умер в возрасте 93 лет, похоронен в Симферополе.

## Творчество
Первые попытки приходятся на школьные годы: его сочинение было опубликовано в газете «Яш ленинджилер» («Юные ленинцы»), когда автор был в 5-м классе. Однако во взрослом возрасте не имел возможности печататься как представитель репрессированного народа. Только 1972 года был опубликован рассказ «Судьба», однако идеологическая критика встретила его в штыки. Возвращение на родину дало новый творческий импульс: написал роман «Тяжелые судьбы», пьесу о депортации «Сёнген йылдызлар» («Погасшие звезды»), которую поставил Крымскотатарский академический музыкально-драматический театр, а также 6 пьес, несколько повестей и рассказов; написал и издал пособие «В помощь желающим изучить крымскотатарский литературный язык», которую раздал студентам и школьникам. В начале 90-х годов посетил брата в США, где издал книгу «Къатмер къадерлер» («Махровые судьбы») и «Ана къайгъысы» («Материнская печаль»). Произведения переводились и публиковались на украинском и русском языках. Был членом Национального союза писателей Украины.